# Am Oved

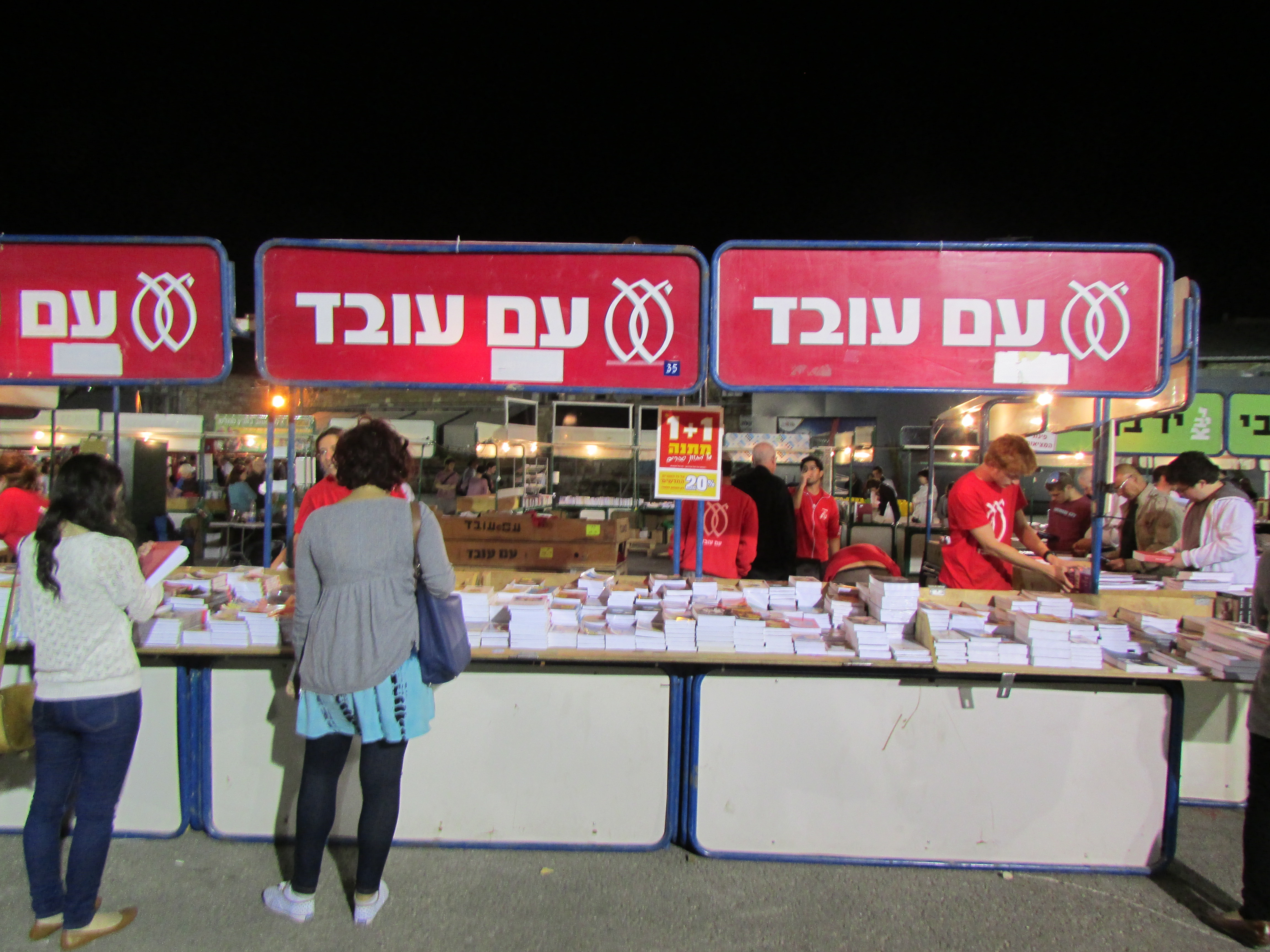
Am-Oved-Stand auf der Hebräischen Buchwoche

Am Oved (hebräisch הוֹצָאַת סִפְרִיַּת עַם עֹובֵד בָּעָ״מ Hōzaʾat Sfarīm ʿAm ʿŌved BʿA"M, deutsch ‚Buchverlag Arbeitendes Volk GmbH‘) ist ein israelisches Verlagshaus mit Sitz in Tel Aviv.

## Geschichte
Berl Katznelson (1887–1944), führende Persönlichkeit der jüdischen Arbeiterbewegung, gründete das Verlagshaus 1942 und wurde auch sein erster Verlagsleiter. Es wurde als Organ der Histadrut, des israelischen Gewerkschaftsbundes, mit dem Ziel gegründet, Bücher zu veröffentlichen, die „den geistigen Bedürfnissen der arbeitenden Bevölkerung entsprechen“.

## Verlagsprogramm
Am Oved zählt zu den führenden israelischen Verlagen und bietet neben neuen Titeln Nachdrucke von Klassikern der hebräischen Literatur und der Weltliteratur in Übersetzung. Die bekannteste Reihe des Verlages ist die Taschenbuchreihe „Sifrijjat laʿAm“ (סִפְרִיַּת לָעָם ‚Bibliothek fürs  Volk‘) mit inzwischen weit über 800 Titeln. Am Oved ist bestrebt, „die kulturelle Erfahrung von Lesern der hebräischen Sprache aus allen Gesellschaftsschichten mit qualitativ hochwertigen, breit gefächerten Büchern in einer großen Vielfalt von Genres zu bereichern“.